# Москвин, Игорь Борисович
Игорь Борисович Москви́н (30 августа 1929, Бежица, Брянская губерния — 10 ноября 2020, Санкт-Петербург) — советский и российский тренер по фигурному катанию. Мастер спорта СССР. Заслуженный тренер СССР. Знаменосец Олимпийской команды СССР на церемонии закрытия IX зимних Олимпийских игр (1964).
Воспитал таких спортсменов, как Тамара Москвина (пятикратная чемпионка СССР и выдающийся тренер), Игорь Бобрин (чемпион Европы 1981), Юрий Овчинников (чемпион СССР и бронзовый призёр чемпионата Европы 1975), Владимир Котин (четырёхкратный серебряный призёр чемпионатов Европы, впоследствии тренер) и многие другие.

## Биография
Родился 30 августа 1929 года в Бежице Брянской губернии.
В 1956 году окончил Государственный институт физической культуры имени П. Ф. Лесгафта.

### Карьера
Фигурист, выступал в парном катании и три раза выигрывал чемпионат СССР (1952, 1953, 1954) вместе с партнёршей Майей Беленькой. Первый советский фигурист, который в 1956 году (вместе с Маей Беленькой, другой спортивной парой Лидия Герасимова — Юрий Киселёв и одиночниками Игорем Персианцевым, Львом Михайловым и Валентином Захаровым) принял участие в международных соревнованиях по фигурному катанию, это был чемпионат Европы. Тренировался у Петра Орлова и Нины Леплинской.
Кроме фигурного катания, серьёзно занимался парусным спортом. Был победителем нескольких парусных регат в 1950-х годах. В 1962 году в Норвегии участвовал в «Золотом кубке» — фактически, это чемпионат мира яхт-одиночек в классе «Финн», где занял 27-е место из 133 участников. Был одним из первых тренеров двукратного Олимпийского призёра по парусному спорту в классе «Финн» Андрея Балашова.
После окончания спортивной карьеры (1956) начал работать тренером по фигурному катанию в Центральном Совете физкультурно-спортивного общества «Динамо» (Ленинград). Затем в ДСО «Буревестник» (Ленинград), ДСО «Труд» (Ленинград).
Личный тренер первых отечественных Олимпийских чемпионов в парном фигурном катании Людмилы Белоусовой и Олега Протопопова.
С 1957 года тренировал Тамару Братусь, которая под его руководством стала пятикратной чемпионкой СССР в одиночном катании, а также дважды завоёвывала этот титул в паре с Алексеем Мишиным. В 1964 году женился на ней.
В течение 15 лет, с 1965 по 1980 годы, тренировал Игоря Бобрина.
Работал в тренерском дуэте с женой, Тамарой Николаевной Москвиной, консультировал её. Занимался с молодыми спортивными парами, например, с Ксенией Озеровой и Александром Энбертом. С 2016 года на пенсии.
Скончался 10 ноября 2020 года.

## Семья
- Первая супруга — Майя Беленькая.
- Вторая супруга и вдова — Тамара Москвина.
  - Дочь Ольга (род. 1970 год);
  - Дочь Анна (род. 1974 год)[3].

## Награды и звания
- Мастер спорта СССР (1953)[4][3].
- Заслуженный тренер СССР[4].
- Орден «Знак Почёта»[4].
- Медаль «За трудовое отличие»[3].
- В 2009 году, в честь 80-летнего юбилея, Олимпийский комитет России наградил Москвина Игоря Борисовича почётным знаком «За заслуги в развитии Олимпийского движения в России»[12][4].
- Почётный член Федерации фигурного катания на коньках России.

## Спортивные достижения
| Соревнования      | 1950 | 1952 | 1953 | 1954 | 1955 | 1956 |
| ----------------- | ---- | ---- | ---- | ---- | ---- | ---- |
| Чемпионаты Европы |      |      |      |      |      | 11   |
| Чемпионаты СССР   | 2    | 1    | 1    | 1    | 2    | 2    |

## Ученики
- Балашов, Андрей Васильевич
- Тамара Москвина (вторая супруга и вдова)
- Юрий Овчинников
- Игорь Бобрин
- Игорь Лисовский
- Владимир Котин
- Людмила Белоусова и Олег Протопопов
- Алексей Мишин
- Людмила Смирнова
- Марина Ельцова
- Андрей Бушков
- Лариса Селезнёва
- Олег Макаров